# Книголікування

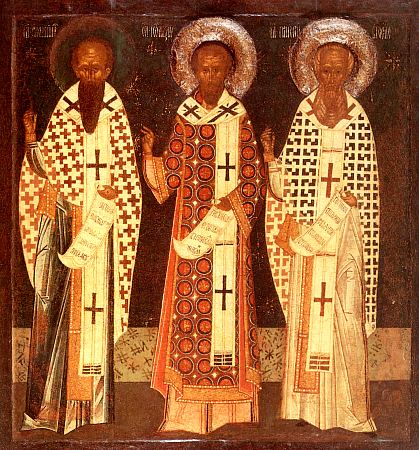
Три святителі:Василій Великий (Кесарійський), Григорій Богослов (Назіанзин) та Іван Золотоустий

Книголікува́ння або бібліотерапі́я (з грецьк. «книголікування») — психологічна допомога, зняття душевного стресу і лікування людей в основі якого лежить читання ними книжок певного змісту і тематики. Як окремий вид терапії з'явився на початку XX ст., хоч цілком очевидним є те, що книголікування як явище існувало вже в середньовіччі. В усякому разі з тих часів залишилися згадки окремих людей (переважно монахів), які описують зцілюючу силу, яку дає читання святих книг (Святого Письма, творів святих отців) і навпаки руйнівну силу недобрих книжок і текстів, які несуть стрес і можуть нервово виснажувати людину (чорнокнижжя).
За В. Н. Мясіщевим, методика бібліотерапії є складним поєднанням книговедення, психології та психотерапії. Бібліотерапію можна віднести й до традиційної психотерапії мистецтвом.
Теорія та практика бібліотерапії ще й досі не розроблені достатньою мірою. Проте цілюща дія книги на людину вже широко використовується лікарями та педагогами. Читання книг — це заповнення недоліків власного досвіду та власних переживань. З одного боку, людина ніби проживає десятки інших життів, радіє чужим радощам, здійснює вчинки та помилки та виходить переможцем зі складних ситуацій. Все це не може не впливати на емоції та почуття людини, на принципи підходів до життя та власних переживань. З іншого — література, яка проповідує насильство, жорстокість, може формувати такі ж якості й в житті.
Так Василій Великий, один із отців християнської православної Церкви, в своєму творі «Бесіда на першу частину першого псалма» говорить наступне: «Усе Писання Бог надихнув, і корисне (2 Тим. 3:16), для того написано Духом Святим, щоб у ньому, як у загальній лікувальниці душ, усі ми, люди, знаходили ліки — кожний від власної своєї недуги. Бо сказано: зцілення тамуватиме гріхи великі (Еккл. 10, 4). Але іншому вчать пророків, іншому описувачів побуту, в одному вчить закон, а в іншому — запропоноване у вигляді припливного умовляння; книга ж псалмів має в собі корисне з усіх книг».